# Лейн, Фрэнсис
Фрэнсис Адониджа Лейн (англ. Francis Adonijah Lane; 23 сентября 1874, Чикаго, Иллинойс, США — 17 февраля 1927, Чикаго, Иллинойс, США) — американский легкоатлет, бронзовый призёр летних Олимпийских играх 1896.
Лейн участвовал на играх только в забегах на 100 м. Сначала, 6 апреля, он победил в квалификационном раунде с результатом 12,2 с, и вышел в финал вместе с венгром Алойзем Соколом. В финальном забеге, который прошёл 10 апреля, он показал одинаковый результат с тем же Соколом, и занял вместе с ним третье место.
С 1924 по 1926 годы владел рекордом США в беге на 100 метров.